# Casa-fàbrica Vernis-Cantarell
|  | No s'ha de confondre amb Casa-fàbrica Cantarell. |

La casa-fàbrica Vernis-Cantarell és un edifici situat al carrer d'en Mònec, 14 de Barcelona. Com que no està catalogat, li correspon la categoria D (bé d'interès documental) atorgada per defecte a tots els del districte de Ciutat Vella.

## Història
El 1779, el fabricant de teixits de llana («paños») Vicenç Vernis (o Vernís) va demanar permís per a obrir una finestra a la seva casa-fàbrica del carrer d'en Mònec, i el 1804 va sol·licitar una llicència per a eixamplar-ne la porta principal. El 1786, la seva fàbrica va merèixer els elogis del viatger anglès Joseph Townsend: 
| « | El procés de fabricació que més em va satisfer va ser el que va posar en pràctica en Vicenç Vernis per a l’elaboració de teixits de llana. Ocupa 350 treballadors en la manufactura de roba destinada a Hispanoamèrica, regió que és de fet destinatària de la major part dels productes fabricats a Barcelona, excepte algunes sedes que, junt amb el cognac, passen de contraban a través de Guerseney fins a Anglaterra. Té una màquina molt compacta i elegant per debanar i enrotllar l’estam, que només requereix una nena per manejar 80 bobines, mentre una altra posa tot el procés en moviment alhora que es dedica a teixir. Aquesta nena, asseguda sobre un banc, mou amb els peus una roda vertical que, mitjançant una roda dentada fixa sobre l’altre extrem del mateix eix, mou la roda horitzontal i així fa girar els fusos. Quan una de les nenes es cansa, l’altra la relleva. | » |

El 1829, Lluís Cantarell figurava en el Padró General amb una fàbrica de teixits amb 32 telers al carrer d'en Mònec, 13 (antic), un casal propietat de Francesca de Paula Vernis on el 1835 s'hi va obrir una finestra, segons el projecte del mestre d'obres Francesc Ubach. El 1842, Cantarell figurava com a titular d'una fàbrica de teixits de cotó i mescla al carrer d'en Mònec, 17 (antic), època en què l'antic edifici fou enderrocat per a construir un de nou de planta baixa i quatre pisos, amb una «quadra» en forma d'«U» a l'interior d'illa. Segons les «Estadístiques» de 1850, la fàbrica estava equipada amb 30 telers senzills, 22 de compostos, i donava feina a 82 obrers.

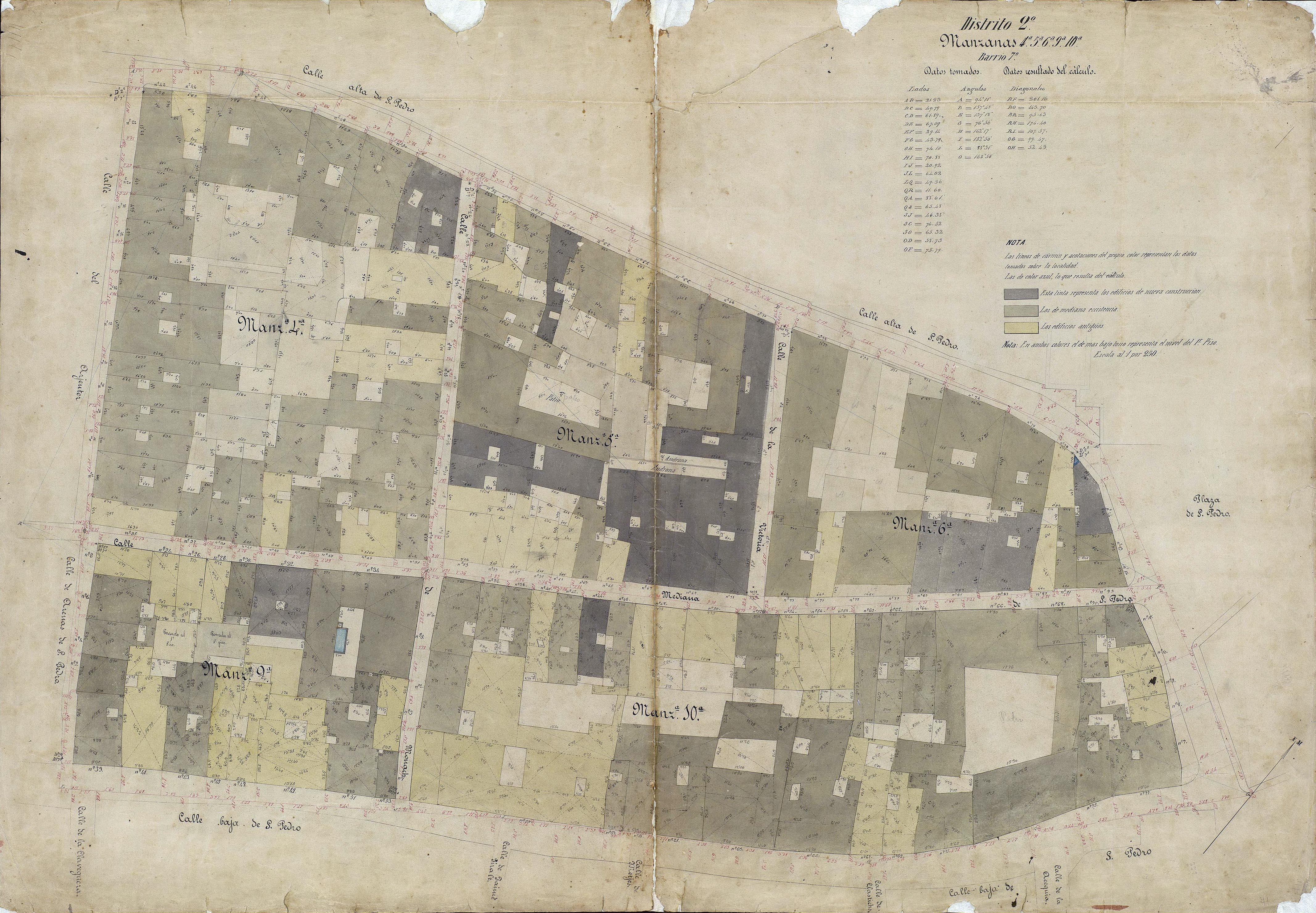
Quarteró núm. 41 de Garriga i Roca (1860)

El 1857 hi havia Josep Cantarell, que compartia les instal·lacions amb Francesc Vilumara i Saus. El 1863 hi havia les societats Gendre de Cantarell i Cia: «Mónach, 14. Fábrica de tejidos de algodon y seda. Pañuelos de crespon, de todas clases. Espediciones á todas partes. Yerno de Cantarell, y comp.» i Pujol i Bau: «Mónach, 14. Fábrica de tejidos de algodón de Pujol y Bau. Inglesinas. Muletones. Tartanes. Pan-pobre. Semipanas. Piqués, pintados y otros tejidos. Espediciones á todas partes.»
A finals del segle xix i principis del xx hi havia la litografia de Prim Fàbregas i la fàbrica de bosses de paper i impremta de Jeroni Castany. A mitjans del segle xx hi havia la litografia d'Atili Tozzi, la fusteria d'Antoni Tozzi, el taller d'orfebreria d'Hipòlit Vallès i la draperia d'Emilià Alià.